# WMAP

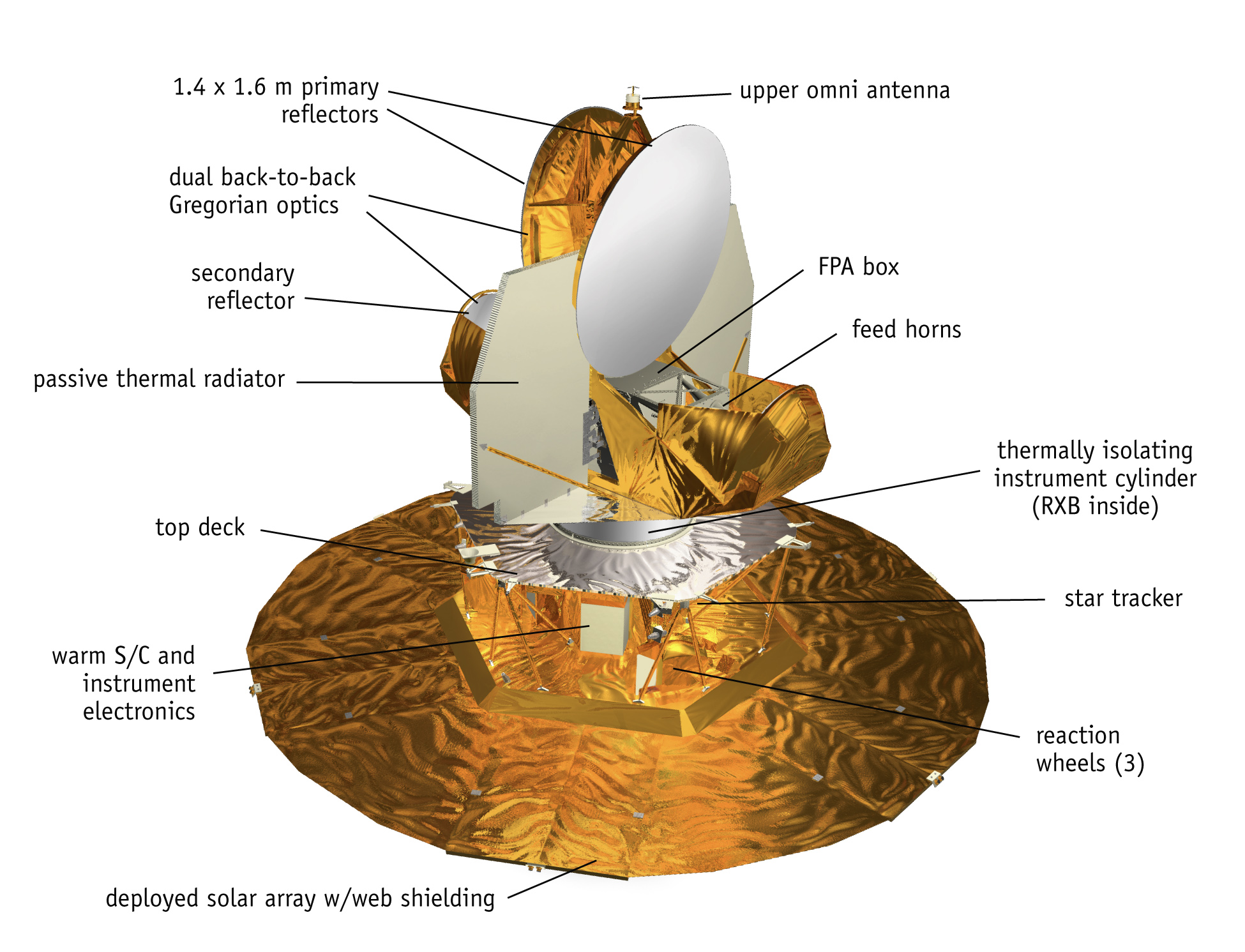
WMAP

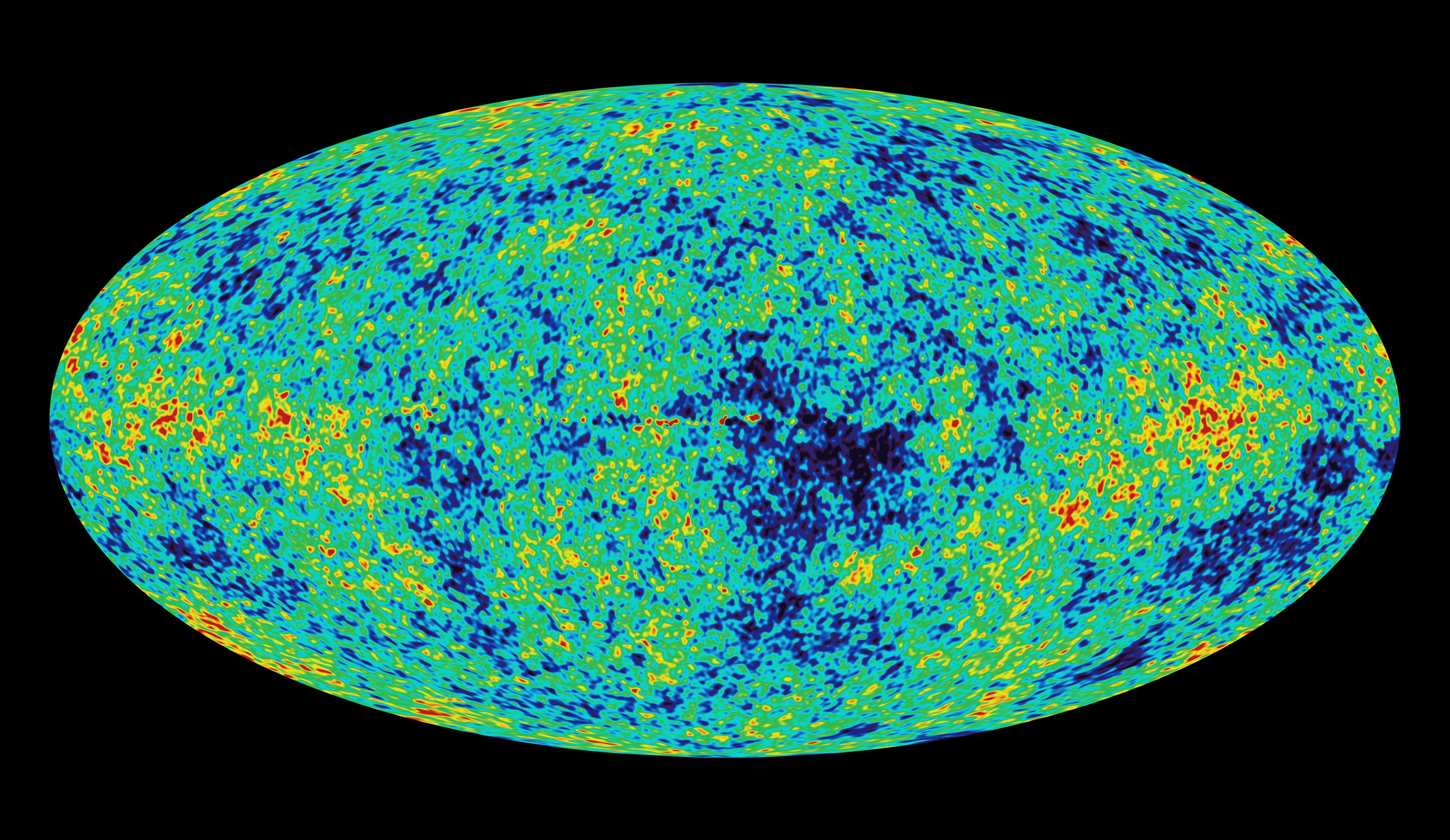
WMAP で得られた宇宙マイクロ波背景放射の画像

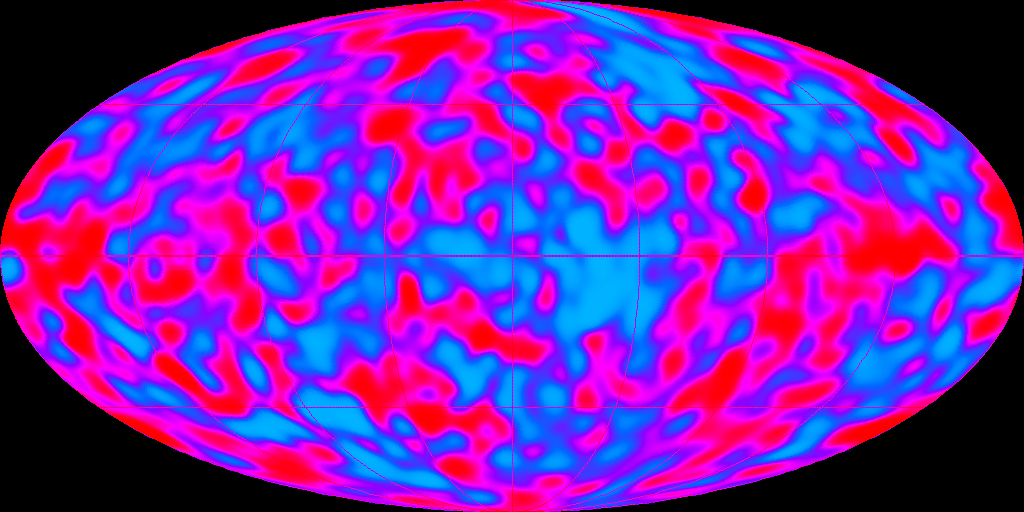
比較：COBE で得られた宇宙マイクロ波背景放射の画像

ウィルキンソン・マイクロ波異方性探査機（Wilkinson Microwave Anisotropy Probe: WMAP）は、アメリカ航空宇宙局 (NASA) が打ち上げた宇宙探査機である。WMAP の任務はビッグバンの名残の熱放射である宇宙マイクロ波背景放射 (CMB) の温度を全天にわたってサーベイ観測することである。
この探査機は2001年6月30日午後3時46分 (EDT) にアメリカのケープカナベラル空軍基地からデルタIIロケットで打ち上げられ、太陽と地球のラグランジュ点 (L2) で2010年8月まで観測を行った。

## 概要
WMAP の目的は CMB の微小なゆらぎを全天にわたって描き出すことによって、宇宙の性質を記述する様々な理論の妥当性を検証することである。この探査機は COBE の後継機で、中型探査機シリーズmedium-class explorer (MIDEX) の1つである。
WMAP は計画当初は MAP (Microwave Anisotropy Probe) という名称であったが、打ち上げ後の2002年に、このミッションの科学研究チームの一員で、宇宙背景放射の研究におけるパイオニアであった天文学者のデビッド・ウィルキンソンが亡くなったため、その名を冠して現在の名称となった。WMAP の科学的目標は、CMB の相対温度を全天について高い角分解能と感度で正確に測定することである。それゆえ、探査機の設計に求められる最も重要な点は、最終的に得られる CMB マップに含まれる系統誤差をできるだけ抑えることであった。具体的な WMAP の目標としては、全天の CMB の相対温度を0.3°以内の角分解能で測定すること、この0.3°四方の1ピクセルについて 20 µK の感度を達成し、系統誤差を1ピクセル当たり 5 µK 以内に抑えることが求められた。
これらの目標を達成するために、WMAP は天空上の2点の温度差を測定する差分マイクロ波ラジオメータを搭載している。WMAP は地球から150万km離れた太陽‐地球系のラグランジュ点 L2 付近の軌道から観測を行う。よって、WMAP を慣習的に「衛星 (satellite)」と呼ぶ場合があるが、宇宙機の軌道としては正確には人工惑星である。L2 へ向かうために月の引力によるスイングバイが行われた。
L2 は太陽から地球へ伸ばした直線上の、地球よりも外側の地点にあり、この点では、地球と同じ周期で太陽を公転するために必要な向心力が、太陽の重力と地球の重力の和と等しくなる。このため、L2 に置かれた物体は太陽や地球との相対位置を保ち続ける。具体的には、太陽からの重力加速度は地球からの重力 (5.9 mm/s2) よりも2% (118 µm/s2) 小さいが、公転に必要な向心力の増分がこの半分 (59 µm/s2) となり、両者の和が地球の重力 (177 µm/s2) とちょうど釣り合っている。
この地点は常に太陽・地球・月から離れて何にも遮られることなく深宇宙を見ることができ、観測にとっては例外的に安定な環境である。WMAP は以下の方法で空をスキャンする。すなわち、一日に全天の約30%をカバーし、地球の公転に合わせて L2 も太陽を周回することを利用して6ヶ月ごとに全天を観測する。CMB の前景となる我々の銀河系からの信号を排除しやすくするために、WMAP では 22-90 GHz の間にある5つの周波数帯を使う。
2003年2月11日、NASA の広報グループは宇宙の年齢と組成についてのプレスリリースを発表した。このリリースでは、それまでに撮られた中で最も複雑な宇宙の「赤ん坊時代の写真」と言うべきデータが発表され、欧州宇宙機関が打ち上げを予定しているプランク探査衛星の観測結果が待たれることとなった。NASA によると、この画像には驚くほど詳細な情報が含まれており、21世紀初頭の科学的成果の中でも最も重要なものの一つである。この画像は当時の技術で可能な最高の解像度の画像ではないが、CMB の全天画像としては最もノイズの少ないものである。
MAPの観測計画は2年間の予定だったが、最終的に8年間にまで延長され、2006年3月には "New Three Year Results" が発表された。
2010年9月8日に運用を終了した。

## 成果
WMAP は多くの宇宙論パラメータについて、過去の観測装置で得られた値よりも高い精度での測定を行った。現在の宇宙モデルによれば、WMAP の 1st-year のデータから各宇宙論パラメータは以下のように求まる。
- 宇宙年齢は137億年。正確には (13.7 ± 0.2) ×109 年である。
- 宇宙の大きさは少なくとも780億光年以上。
- 宇宙の組成は4%が通常の物質、23%が正体不明のダークマター、73%がダークエネルギーである。このことからいわゆるΛ-CDMモデルと呼ばれる宇宙モデルとの一致が確認された（3rd-year の結果では各々 4%, 24%, 72% がベストフィットであり、ほとんど変化がなかった）。
- インフレーション宇宙論のシナリオは観測と一致している。ただし大きい角スケールには現状では説明のつかない不一致が見られる。
- ハッブル定数は (71 ± 4) km/s/Mpc。
- WMAP のデータに現在の宇宙モデルの理論を適用すると、この宇宙は永遠に膨張を続けるという結果になる。
- WMAP の観測は、自由電子が原子核に取り込まれ宇宙が中性化した時期の結果である。その後の天体形成により再電離が起きる。この時期は CMB の偏光から解析でき、1st-year では赤方偏移で z=20 という非常に早い時期という結果が出た。これはビッグバンから約2億年後に相当する。その後、3rd-year では z=11（約4億年後）に修正された。

## 他の観測実験

### 過去の CMB 観測実験
WMAP 以前にも、CMB マップ観測の分野では少しずつ改良が重ねられてきた。COBE 以外の実験は空の狭い領域に限定して CMB のゆらぎを観測したものである。
- K-9M-80号機（1987年、弾道飛行）
- COBE（1989年 - 1993年、宇宙探査機）
- Cosmic Anisotropy Telescope（1995年、電波干渉計）
- BOOMERanG（1997年 - 2003年、気球）
- Maxima（1995年 - 1999年、気球）
- Cosmic Background Imager（2000年 - 2004年、電波干渉計）
- Very Small Array（2002年 - 2004年、電波干渉計）

### 以降の CMB 観測実験
WMAP 以上の精度と分解能を持つ以下の観測実験が実施され、または計画中である。
- CLOVER（2009年中止、電波望遠鏡）
- プランク（2009年 - 2013年、宇宙探査機）
- EBEX（2012年 - 2013年、気球）
- LiteBIRD（2020年代 、宇宙探査機）